# Silver Sable
Silver Sable ist ein weiblicher Comic-Charakter und eine Comicreihe von Marvel Comics. Markant an dieser Söldnerin, die für das Gute kämpft, ist ihr langes weißes Haar sowie die Tatsache, dass sie fast immer eine Schusswaffe und/oder ein Schwert bei sich trägt.

## Publikationsgeschichte
Silver Sable wurde von Tom DeFalco, Ron Frenz und Joe Rubinstein geschaffen. Ihren ersten Auftritt hatte sie 1985 im Spider-Man Comic Amazing Spider-Man #265. 1992 bekam sie eine eigene Comicreihe (Silver Sable & The Wild Pack), hatte aber zwischendurch immer wieder Auftritte bei Spider-Man, den Fantastischen Vier und anderen Comics, die im Marvel-Universum spielen.

## Kräfte und Fähigkeiten
Im Gegensatz zu vielen Superhelden besitzt Silver Sable keine besonderen Kräfte.
Dafür verfügt sie über ausgezeichnete Fähigkeiten in den Bereichen Nahkampf, Militärtaktik, Umgang mit Schusswaffen und Spionage.